# Judy Blundell
Judy Blundell, más conocida por su seudónimo Jude Watson, es una escritora de nacionalidad estadounidense. Ganó el premio National Book Award en 2008 en la categoría de Literatura infantil con su libro Lo que vi y por qué mentí.
Ha escrito con varios seudónimos distintos, de los más conocidos es el de Jude Watson. Judy vive en Katonah, Nueva York con su marido, Neil Watson Director del Museo de Arte de Katonah, y su hija.

## Trabajos

### Star Wars
Con el seudónimo de Jude Watson ha escrito varios libros ambientados en Star Wars. Los más conocidos son las series Aprendiz de Jedi (excepto el primero que lo escribió Dave Wolverton), Jedi Quest y The Last of the Jedi.

### Otros trabajos
Además de trabajar en Star Wars ha escrito, entre otros, las series Brides of Wildcat County y las novelas Danger.com, Premonitions y su secuela Disappearance, y Lo que vi y por qué mentí con la que obtuvo el premio National Book Award en 2008.

### Star Wars

#### Legacy of the Jedi
- Legacy of the Jedi
- Secrets of the Jedi

#### Aprendiz de Jedi
- El resurgir de la Fuerza
- El rival oscuro
- El pasado oculto
- La marca de la corona
- Los defensores de los muertos
- Sendero desconocido
- Cautivos del Templo
- Ajuste de cuentas
- La lucha por la verdad
- El fin de la paz
- Caza letal
- Experimento maligno
- Rescate peligroso
- Lazos que atan
- Muere la esperanza
- La llamada de la venganza
- El único testigo
- La amenaza interior
- Traiciones
- Los seguidores

#### Jedi Quest
- Path to Truth
- The Way of the Apprentice
- The Trail of the Jedi
- The Dangerous Games
- The Master of Disguise
- The School of Fear
- The Shadow Trap
- The Moment of Truth
- The Changing of the Guard
- The False Peace
- The Final Showdown

#### The Last of the Jedi
- The Desperate Mission
- Dark Warning
- Underworld
- Death on Naboo
- A Tangled Web
- Return of the Dark Side
- Secret Weapon
- Against the Empire
- Master of Deception
- Reckoning

#### Star Wars Journals
- Star Wars Journal: Captive to Evil
- Star Wars Episode I Journal: Queen Amidala
- Star Wars Episode I Journal: Darth Maul

#### Star Wars Science Adventures
- Emergency in Escape Pod Four (con K.D. Burkett)
- Journey across Planet X (con K.D. Burkett)

### Otros libros
- Danger.com
- Premonitions
- Disappearance
- Beyond the Grave (Libro 4 de "39 Clues")
- In Too Deep (Libro 6 de "39 Clues")
- Lo que vi y por qué mentí
- The Sight